# George W. Campbell
George Washington Campbell (9 tháng 2 năm 1769 - 17 tháng 2 năm 1848) là một chính khách Mỹ sinh ra tại Anh, ông từng là Hạ nghị sĩ Hoa Kỳ, Thượng nghị sĩ Hoa Kỳ từ bang Tennessee, Tòa án tối cao Tư pháp, Đại sứ Mỹ tại Nga và là Bộ trưởng Ngân khố Hoa Kỳ thứ 5 từ ngày 9 tháng 2 đến ngày 5 tháng 10 năm 1814.